# Säll är den man, som icke går
Säll är den man, som icke går är en gammal psalm i tre verser, som utgår från Psaltaren 1. Enligt Högmarck (1736) är ursprunget den tyska psalmen Wol dem Menschen, der av Ludwig Oeler och Jakob Arrhenius är ansvarig för översättningen till svenska.
Psalmen inleds 1650 med orden:
SÄll är then Man som icke går/
På the otrognas Bane
Enligt 1697 års koralbok används samma melodi till psalmen Himlarna medh all theras häär (nr 37). Av Sibelius-Akademin framgår att det är en melodi komponerad av Burkhard Waldis 1553, som används också till psalmen "Wann unsre Obrigkeit in Not". 

## Publicerad i
- 1572 års psalmbok med titeln SÄl är then man som icke går under rubriken "Någhra Davidz Psalmer".[2]
- Göteborgspsalmboken under rubriken "Om itt Christeligit Lefwerne".[3]
- 1695 års psalmbok som nr 22 under rubriken "Konung Davids Psalmer"

## Fotnoter
1. ↑  Högmarck, Lars Psalmopoeographia, Stockholm, 1736.
2. ↑   Then Swenska Psalmeboken förbätrat och medh flere Songer förmerat och Kalendarium. Stockholm: Amund Laurentzson. 1572. sid. XIIII. Libris 13554587
3. ↑  Lyster, Jens; Margareta Brogren (2002). Een wanligh psalmbook. Göteborgspsalmboken 1650. Göteborg: Göteborgs stiftshistoriska sällskap, Tre Böcker Förlag AB. sid. 77-78. Libris 8420225. ISBN 9170294771